# 케모주

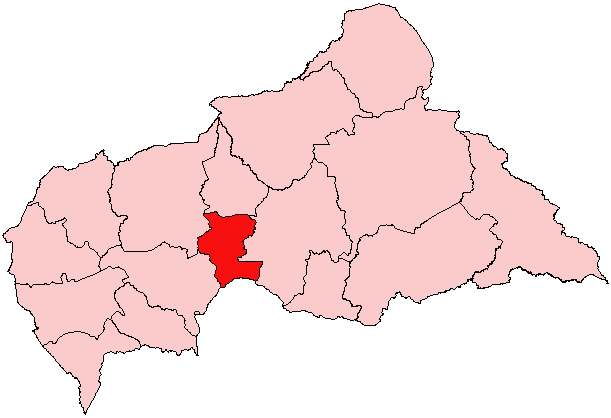
케모주의 위치

케모주(Kémo)는 중앙아프리카 공화국 중부에 위치한 주로, 주도는 시부트이며 남쪽으로는 우방기강을 경계로 콩고 민주 공화국과 국경을 맞대고 있다.

## 같이 보기
- 수로